# Tacubaya

Glyph van Tacubaya, op basis van de getoonde in de Codex Mendocino

Tacubaya is een wijk in de gemeente Miguel Hidalgo in het westen van Mexico-Stad.
In de 19e eeuw was in Tacubaya, dat toen nog een plaatsje even buiten Mexico-Stad was, het Militair College gevestigd. Hierdoor heeft het meerdere keren een prominente rol gespeeld tijdens turbulente tijden in de geschiedenis van Mexico. In 1841 begonnen Mariano Paredes y Arrillaga en Antonio López de Santa Anna hier de opstand waarbij Anastasio Bustamante uit het zadel werd gestoten. De wijk is echter het bekendst wegens het plan van Tacubaya van december 1857. Bij dit plan riepen de conservatieve generaals Miguel Miramón en Félix María Zuloaga op tot het omverwerpen van de liberale regering. Deze staatsgreep vormde het begin van de Hervormingsoorlog.
In 1928 werd de gemeente Tacubaya opgeheven en werd de plaats opgeslokt door Mexico-Stad.
Mexicaanse architect Luis Barragán woonde in een buitenwijk van Tacubaya, op General Francisco Ramirezstraat, sinds 1948. Zijn huis en werkplaats (door hem ontworpen) zijn nu een museum en staan sinds 2004 op de lijst van Werelderfgoed.

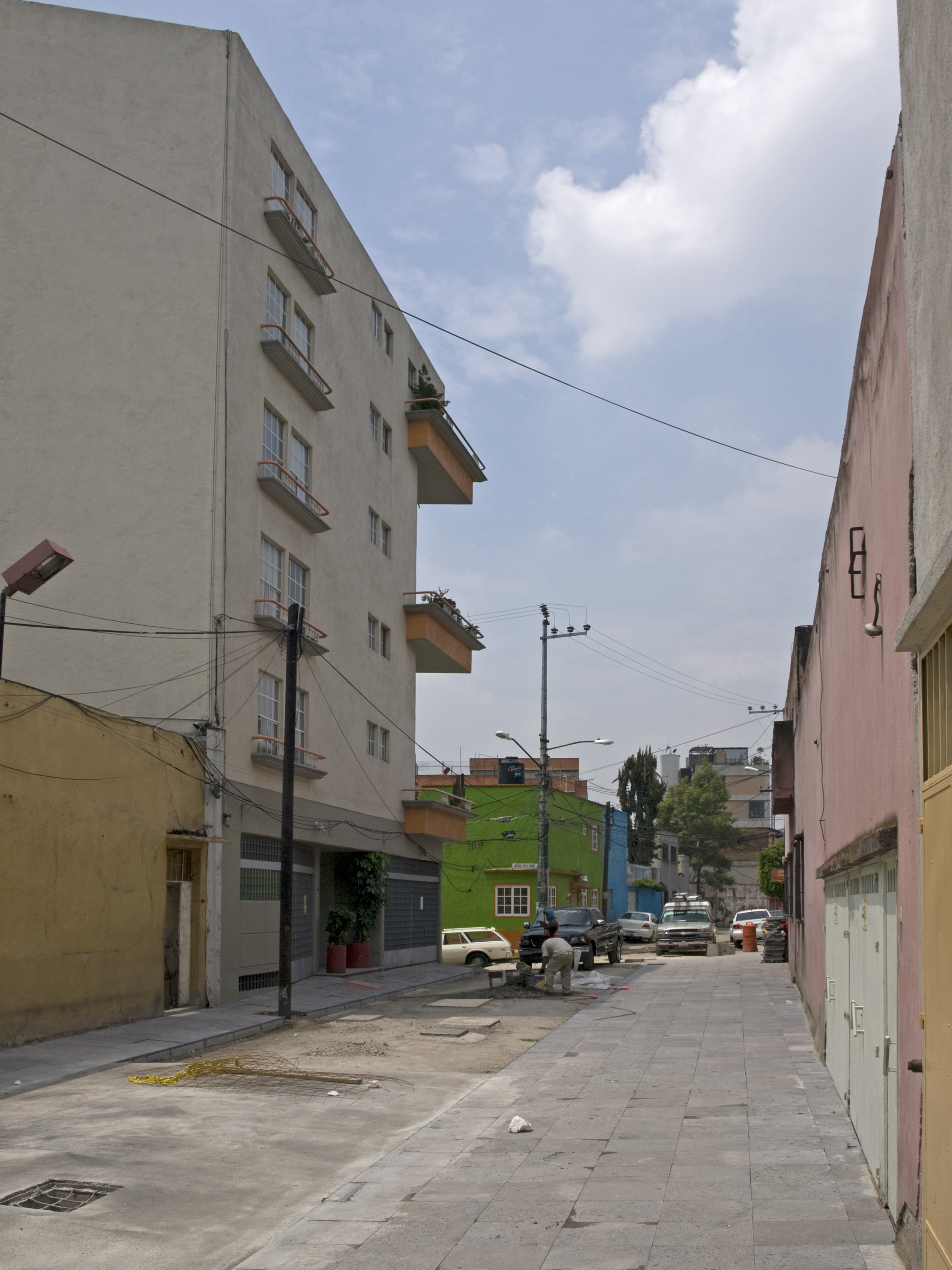
General Francisco Ramirezstraat